# Impacto en el teatro por la pandemia de COVID-19

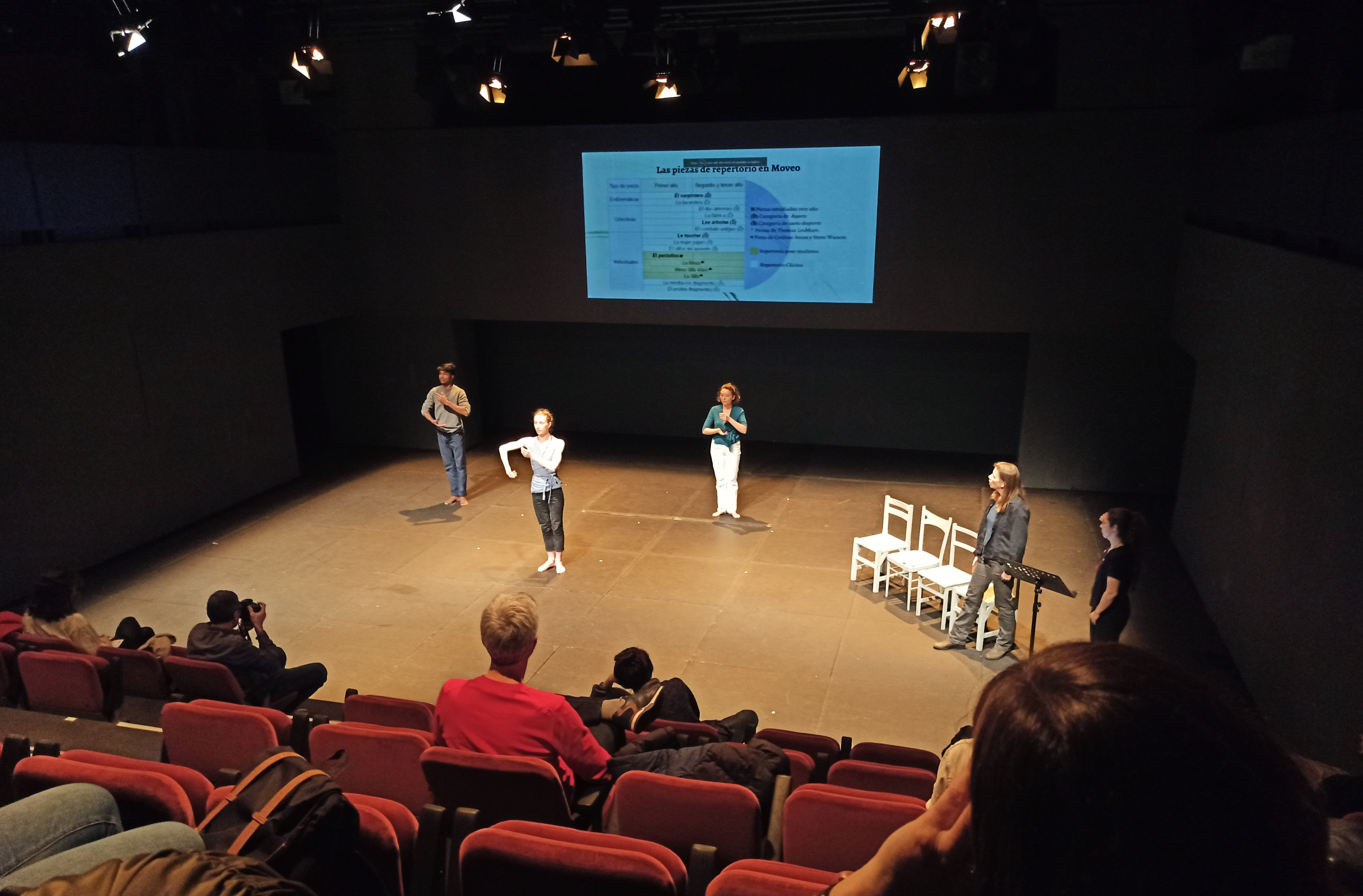
Reducción del aforo al 33% por el COVID-19 en el marco del III Congreso MUTIS de investigación y práctica escénica. Conferencia performática de Ana Bustamante, Shopie Kasser y centro Moveo. Instituto del Teatro de Barcelona, 12 de marzo de 2020.

La pandemia de COVID-19 y, en especial, sus medidas de confinamiento han afectado de manera directa en las artes escénicas. Con la parálisis de la economía y el estado de alarma sanitaria los teatros, ateneos, centros cívicos y demás salas de exhibición han cerrado, se han cancelado o pospuesto las ruedas, muestras y festivales, y tanto la iniciativa privada como la asociativa y los teatros públicos han cancelado sus programaciones y estrenos o los han retrasado indefinidamente. Con el cierre de la actividad regular algunas productoras han cedido material a los hospitales y gran número de creadores, actores y bailarines han acudido al mundo digital, en especial a las redes sociales, para respaldar las diversas iniciativas sociales, reivindicar el sector o simplemente aportar nuevo contenido cultural y seguir haciendo arte.
Al igual que para las salas de cine, se prevé que muchos espacios de exhibición no puedan superar un largo periodo de inactividad. En algunos países se han aplicado medidas de congelamiento de los alquileres y acceso a créditos blandos para empresas con los que mitigar y poder sobrevivir al parón de actividad. El cierre de los teatros, tan habitual en épocas pasadas no se había producido a lo largo del pasado siglo XX, al menos no de manera generalizada, ni tan siquiera durante las dos guerras mundiales, siendo como era entendido el teatro como uno de los tres pilares fundamentales de propaganda junto con la radio y el cinematógrafo y, por lo tanto, todavía es difícil prever el impacto económico o la pérdida de tejido que sufrirá el sector, pero desde el primer momento se está viendo su impacto.

## Afectación
El teatro es un arte efímero que adquiere su plenitud ante un público. Las artes escénicas junto con la música pertenecen a lo que se conoce como artes en vivo, es decir, aquellas cuya principal actividad –tanto artística como económica– se produce y tiene sentido en la confluencia de unos intérpretes y una audiencia en un mismo espacio físico. Con la imposición de un estado de alarma o la promulgación de leyes para poner límites al derecho de reunión o libre circulación de las personas, aún sin la petición expresa del cierre de los espacios la actividad este tipo de eventos es inviable por entrar en pérdidas. En muchos países los días iniciales se prohibieron las concentraciones de más de 1.000 personas, lo que afectó a los grandes conciertos y festivales, asimismo se limitó el aforo de cualquier actividad de interior al 33%. Finalmente en la mayoría de los países, ya fuera por imposición, ya por confinamiento voluntario de la población la actividad teatral cesó abruptamente. Se aplazó la concesión de premios, se canceló o retrasó la realización de festivales y muchos teatros comenzaron a trabajar de cara ya a la próxima temporada dando por perdida toda la primavera y el verano. A nivel compañías se suspendieron los ensayos presenciales y muchas producciones perdieron actuaciones ya contratadas.

### Medidas gubernamentales
La primera medida, adoptada por Francia, fue la de impedir los actos de más de 1.000 personas, la segunda la de limitar al 33% de aforo las actividades de interior como clases y conferencias, pero también para obras y visionado de películas. Finalmente con el confinamiento forzoso o recomendado, ya fuera con una medida legal directa (Italia, Francia, España) o una caída de ingresos producida por el miedo, la responsabilidad cívica de quedarse voluntariamente en casa, las difucultades de movimiento o la propia iniciativa de algunos artistas resultaron en el cierre definitivo de las salas.
Por otro lado existen ya se están barajando algunas medidas, tanto a nivel municipal como regional o nacional para alargar la temporada teatral de manera de recuperar algunas actuaciones suspendidas.

### Respaldo y visibilización mediática
La cobertura mediática no sólo se ha hecho eco de los cierres y difucultades del sector sino que ha contribuido a visibilizar y compartir iniciativas culturales. A lo largo de la cuarentena los periódicos, revistas y televisiones en sus secciones en línea han apostado por difundir vídeos de obras teatrales y óperas.

### Reivindicación del sector
Así como en algunos países el respaldo a las diferentes industrias del país incluían planes para el sector cultural, en otros, como es el caso de España, el colectivo teatral ha solicitado incentivos y planes de contingencia para un sector que consideran altamente precarizado con un plan de choque con 52 medidas extraordinarias y la realización de un apagón culural –un cese de la actividad artística en redes– para lograr la atención del Ministerio de Cultura obrando un cambio de actitud en el Gobierno.

## Consecuencias
Como resultado de los cambios de hábito de los ciudadanos y de las medidas impuestas por los diferentes gobiernos el sector teatral sufrió una crisis de consecuencias todavía difíciles de cuantificar, pero que se han producido desde el primer día en despidos y cierres empresariales.

### Programación regular
Dejando aparte los primeros cierres en China e Italia, fue a lo largo de marzo de 2020 que en todo el globo la temporada teatral se suspendió, en un inicio, por unas pocas semanas hasta que las circunstancias hicieron claro que ante la difucultad de determinar la duración de las medidas cautelares y que el reinicio de la normalidad iba a ser escalonado, siendo las actividades de interior las últimas en volver a la actividad muchos teatros optaron por un cierre indefinido. Otros, como por ejemplo Broadway marcaron ya una fecha clara de retorno de la actividad para junio de 2020.

### Premios y homenajes
Algunas galas de premios fueron aplazadas y otras, muy cercanas a las medidas de confinamiento están planteándose su retraso. Este 2020 la alarma sanitaria por coronavirus ha coincidido con el Día mundial del teatro siendo el primer 27 de marzo desde el inicio de su creación en 1961 que este no se ha podido celebrar con obras y actos reivindicativos en directo.

### Festivales
Las muestras y festivales en curso se suspendieron, como fue el caso del Festival MUTIS de Barcelona. A lo largo de las semanas muchos otros previstos para marzo, abril y mayo anunciaron o su cancelación o su aplazamiento sin especificar las fechas por la incertidumbre. Una de las primeras muestras en concretar sus nuevas fechas fue la MITEU de Orense, que ha anunciado ya su XXV edición para la primera quincena de julio.

### Salto a lo digital
Algunas iniciativas ya existentes como la de promocionar ópera a través de vídeos de alta calidad o el fondo de algunos centros dramáticos se han ido sumando a la iniciativa de proponer durante la cuarentena el visionado de artes escénicas en casa. Muchos creadores han optado por comenzar a producir material en redes sociales y existen producciones que directamente se han lanzado en línea, como es el caso de Perdido en Rusia: estreno teatral cancelado y enviado a streaming; o The Lovebirds cuyol estreno teatral se canceló y se baraja que será lanzado próximamente en Netflix en una fecha aún por determinar.